# Sammlung Hans Sachs
Onder de Sammlung Hans Sachs verstaat men een omvangrijke verzameling van historische en kunstzinnige posters van de verzamelaar Hans Sachs (Breslau, 1881 - New York, 1974).

## Toelichting

### Geschiedenis
Sachs, een Joodse tandarts in Berlijn, begon begin van de 20e eeuw als middelbare scholier met het verzamelen van posters van aankondigingen van tentoonstellingen, cabaretvoorstellingen, films, allerhande consumptiegoederen en politieke propaganda. Rond 1905 bezat hij de omvangrijkste en belangrijkste posterverzameling van Duitsland. Hij was een van de eersten die inzagen dat affiches een historische en artistieke waarde hebben en geen wegwerpartikel zijn nadat ze hun commerciële of propagandistische taak hebben vervuld. De collectie bestond op haar hoogtepunt uit ongeveer 15.000 exemplaren. Een filmaankondiging uit 1932 van Blonde Venus met Marlene Dietrich behoorde naast werk van Alphonse Mucha tot de hoogtepunten. De verzamelaar richtte in 1908 de vereniging van afficheliefhebbers Verein der Plakatfreunde alsmede drie jaar later het affichetijdschrift Das Plakat op. 

De nazi's, meer bepaald het NS-Propagandaministerie, roofden in 1938 de gehele verzameling die na Hans Sachs' vlucht naar de Verenigde Staten in bewaring gegeven werd aan een vertrouwenspersoon, de bankier Richard Lenz. Het was Goebbels' plan om in het Kunstgewerbemuseum deze verzameling het middelpunt te laten vormen van een nieuwe afdeling over De kunst van de koopman. Sachs kon samen met zijn gezin na een gedwongen internering in het kamp Sachsenhausen ontkomen naar de Verenigde Staten, waar hij verder het beroep van tandarts uitoefende. 
  
Na de Tweede Wereldoorlog veronderstelde Sachs dat zijn postercollectie voor het grootste deel vernietigd of verloren was. Berlijn liet hem weten dat er niets meer restte van zijn postercollectie. Goebbels' plannen tot uitbreiding van het Kunstgewerbemuseum waren nooit gerealiseerd. In maart 1961 ging hij akkoord met een schadevergoedingsregeling met de Duitse Bondsrepubliek voor de som van 225.000 DM. Vijf jaar later ontdekte hij evenwel dat een deel van de verzameling, zo 'n 4300 affiches, overgedragen was aan het Oost-Duitse Berliner Zeughaus Unter den Linden, het museum voor de geschiedenis van de DDR. Daar werd de collectie ook ontsloten voor onderzoek. Sachs nam contact op met de directie van het museum en bood zijn medewerking aan, op grond van zijn kennis van zaken. Het museum hield de boot af. Hans Sachs stierf in 1974 zonder de collectie ooit nog teruggezien te hebben. Na de Duitse hereniging ging de collectie in 1991 naar het Deutsches Historisches Museum in Berlijn dat de collectie voor onderzoek ontsloot.

### Restitutie en verkoop collectie

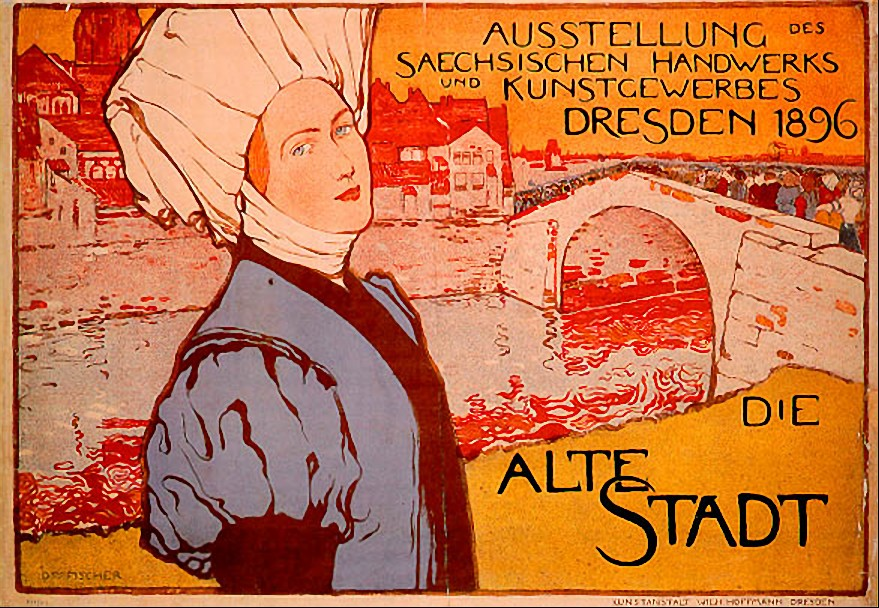
Otto Fischer: Alte Stadt (1896)

Sachs' zoon, Peter Sachs, kreeg pas in 2005 na zijn pensionering als piloot weet van zijn vaders collectie in het Berlijnse museum en startte een proces tot restitutie en teruggave van het bedrag van de destijds afgesproken schaderegeling. Hans Sachs had evenwel volgens de rechters destijds nagelaten om tijdig een aanvraag tot teruggaaf in te dienen waardoor de ingediende schadeclaim onontvankelijk werd. Evenwel pleit volgens de rechters de geest van de wet voor teruggave van de posters. 
Op 16 maart 2012 besliste het Bundesgerichtshof in Karlsruhe dat Peter Sachs de rechtmatige eigenaar van de verzameling is. Zonder teruggave van de stukken, argumenteerde het Hof, blijven de misdaden van de nazi's voortduren. Het Deutsches Historisches Museum moet 4.259 posters die nog in hun bezit zijn van de vroegere Sachscollectie teruggeven omdat zij onder de noemer roofkunst vallen. Daardoor kreeg Sachs' zoon alsnog een miljoenerfenis.
Geen enkel museum bleek bereid de gehele collectie over te nemen. Daarop besloot Peter Sachs een duizendtal affiches te reserveren om deze te schenken aan enkele musea en de rest in delen te laten veilen. De eerste duizend geveilde exemplaren brachten in januari 2013, 2,5 miljoen euro op. Er volgen nadien nog twee veilingen. In een vraaggesprek zei Peter Sachs: De affiches kunnen veel beter in handen komen van mensen die er genot aan beleven dan dat ze nog weer eens zeventig jaar in een museumdepot liggen zonder het daglicht te zien. Hij doneerde op eigen initiatief de in 1961 aan zijn vader betaalde schadeloosstelling van 225.000 DM terug aan de Duitse overheid. 